# والتر لو
والتر لو (بالإنجليزية: Walter Law)‏ هو ممثل أمريكي، ولد في 26 مارس 1876 بدايتون في الولايات المتحدة، وتوفي في 9 أغسطس 1940 بهوليوود في الولايات المتحدة.

## وصلات خارجية
- والتر لو على موقع IMDb (الإنجليزية)
- والتر لو على موقع قاعدة بيانات برودواي على الإنترنت (الإنجليزية)
- والتر لو على موقع قاعدة بيانات الفيلم (الإنجليزية)